# Анджалі Патіл
Анджалі Патіл (26 вересня 1987, Нашик, Індія) — індійська акторка.

## Вибіркова фільмографія
- Шрі (2013)
- Тиша (2015)